# شهداء بحر البقر 3
قرية شهداء بحر البقر 3 هي إحدى القرى التابعة لمركز الحسينية في محافظة الشرقية في جمهورية مصر العربية. حسب إحصاءات سنة 2006، بلغ إجمالي السكان في شهداء بحر البقر 3 2574 نسمة، منهم 1335 رجل و1239 امرأة.